# فیلتر انتگرال‌گیر-شانه‌ای آبشاری
در پردازش سیگنال دیجیتال، یک انتگرال‌گیر-شانه‌ای آبشاری (به انگلیسی: cascaded integrator–comb) (اختصاری CIC) یک کلاس بهینه‌سازی‌شده از فیلتر پاسخ ضربه محدود (FIR) است که با یک درونیاب‌گر یا یکدَه‌گر ترکیب می‌شود.
یک فیلتر سی‌آی‌سی از یک یا چند جفت انتگرال‌گیر و فیلتر شانه‌ای تشکیل شده‌است. در مورد سی‌آی‌سی یکدهی‌ساز (به انگلیسی: decimating)، سیگنال ورودی از طریق یک یا چند انتگرال‌گیر آبشاری، سپس یک نمونه‌کاهنده (به انگلیسی: down-sampler)، و به دنبال آن یک یا چند بخش شانه‌ای (از نظر تعداد برابر با تعداد انتگرال‌گیرها) تغذیه می‌شود. یک سی‌آی‌سی درونیاب‌ساز (به انگلیسی: interpolating) به سادگی وارون این معماری است، با نمونه‌کاهنده با صفرپُرکننده (به انگلیسی: zero-stuffer) (نمونه‌افزاینده (به انگلیسی: up-sampler)) جایگزین می‌شود.

## فیلتر سی‌آی‌سی

درونیاب‌گر سی‌آی‌سی با ضریب R، شکل ناخط‌لوله‌ای هوگناور

فیلترهای سی‌آی‌سی توسط یوجین بی هوگِناور اختراع شدند و یک کلاس از فیلترهای اف‌آی‌آر هستند که در پردازش سیگنال دیجیتال چندنرخی استفاده می‌شوند. فیلتر سی‌آی‌سی کاربردهایی را در درون‌یابی و یکدهش پیدا می‌کند. برخلاف اکثر فیلترهای اف‌آی‌آر، دارای یک یکده‌گر یا درونیاب‌گر در این معماری است. شکل سمت راست معماری هوگِناور را برای درونیاب‌گر سی‌آی‌سی نشان می‌دهد.
تابع سیستم برای فیلتر سی‌آی‌سی مرکب که به نرخ نمونه‌برداری بالا، fs ارجاع داده شده‌است:
{\displaystyle {\begin{aligned}H(z)&=\left[\sum _{k=0}^{RM-1}z^{-k}\right]^{N}\\&=\left({\frac {1-z^{-RM}}{1-z^{-1}}}\right)^{N}\end{aligned}}}
اینجا:
R = یکدهش (به انگلیسی: decimation) یا نسبت درون‌یابی
M = تعداد نمونه‌ها در هر طبقه (معمولا ۱ اما گاهی ۲)
N = تعداد طبقه‌ها در فیلتر
ویژگی‌های فیلترهای CIC
1. پاسخ فاز خطی؛
2. فقط از تأخیر و جمع و تفریق استفاده می‌کند؛ یعنی نیازی به عملیات ضرب ندارد.